# SCM Rugby Timișoara
SCM USV Timișoara, cunoscut anterior ca CSU Timișoara, RCM Timișoara și Timișoara Saracens, este un club profesionist de rugby din Timișoara, care joacă în SuperLiga, prima ligă de rugby din România. Echipa a fost campionă în 1972, primul club din afara Bucureștiului care a reușit această performanță. Ei joacă pe Stadionul Dan Păltinișanu.

## Istorie
În luna octombrie a anului 1949, CSU Timișoara a jucat primul meci de rugby la Sighișoara cu echipa Locomotiva din oraș, pe care l-a câștigat cu 34-0.
Din 1966, numele echipei devine Universitatea Timișoara, la conducerea echipei fiind Mitică Antonescu. Din acest an începe marea ascensiune a echipei timișorene. În sezonul 1969-1970 locul 3, 1970-1971 locul 5, iar în 1971-1972 echipa care a câștigat titlul au fost: Duță, Szasz, Cândrea, Peter, Suciu, Ghețu, Iacob, Ceauș, Tătucu, Nedelcu, Vollman, Rășcanu, Priess, Ionică, Ene, Malancu, Neiss, Popovici, Vlad, Ioniță, Arsene.
De atunci echipa timișoreană s-a situat mereu în topul clasamentului, promovând rugbyul studențesc. Echipa a câștigat în 2012 și 2013 Superliga de Rugby și Campionatul Național Universitar de Rugby în 7 în 2011. În 2014 a semnat un parteneriat cu clubul englez Saracens în cadrul rețelei „Saracens Global Network”.

## Palmares
- Liga Națională de Rugby:
  - Câștigătoare: 1972, 2012, 2013, 2015, 2016–2017, 2017-2018, 2024
  - Locul 2: 1973, 2019-2020
  - Locul 3: 1974, 1975, 1990, 1991, 1992, 2011, 2014
- Cupa României:
  - Câștigătoare: 2011, 2014, 2015, 2016, 2021
- Cupa Regelui:
  - Câștigătoare: 2015
- Liga Europei Centrale:
  - Câștigătoare: 2009
  - Locul 2: 2010, 2011

## Lotul sezonului 2015
43 de jucători sunt legitimați la RCM Timișoara în 2015.
| Nume                 | Poziție                | Data nașterii (vârsta)        | Cetățenie sportivă |
| -------------------- | ---------------------- | ----------------------------- | ------------------ |
| Alexandru Țăruș      | Pilier                 | 9 mai 1989 (35 de ani)        | România            |
| Samuel Mariș         | Pilier                 | 13 iulie 1985 (39 de ani)     | România            |
| Gigi Militaru        | Pilier                 | 4 august 1986 (38 de ani)     | România            |
| Sione Taupaki        | Pilier                 | 11 iunie 1988 (36 de ani)     | Tonga              |
| Ratu Romumu          | Pilier                 | 6 aprilie 1989 (35 de ani)    | Fiji               |
| Sione Halalilo       | Pilier                 | 11 iunie 1988 (36 de ani)     | Tonga              |
| Bogdan Neacșu        | Pilier                 | 2 august 1991 (33 de ani)     | România            |
| Octavian Robotă      | Pilier                 | 24 ianuarie 1994 (31 de ani)  | România            |
| Samuel Cira          | Pilier                 | 19 mai 1995 (29 de ani)       | România            |
| Eugen Căpățâna       | Taloneur               | 8 iunie 1986 (38 de ani)      | România            |
| Marian Gorcioaia     | Taloneur               | 5 august 1992 (32 de ani)     | România            |
| Marian Sabău         | Taloneur               | 4 ianuarie 1987 (38 de ani)   | România            |
| Marian Drenceanu     | Linia II               | 1 martie 1990 (35 de ani)     | România            |
| Ionuț Mureșan        | Linia II               | 6 octombrie 1994 (30 de ani)  | România            |
| Valentin Popârlan    | Linia II               | 6 decembrie 1987 (37 de ani)  | România            |
| Dorin Lazăr          | Linia II               | 1 ianuarie 1990 (35 de ani)   | România            |
| Stelian Burcea       | Linia III              | 7 octombrie 1983 (41 de ani)  | România            |
| Vasile Rus           | Linia III              | 21 octombrie 1983 (41 de ani) | România            |
| Randall Morrison     | Linia III              | 12 februarie 1984 (41 de ani) | Africa de Sud      |
| Daniel Ianuș         | Linia III              | 26 februarie 1987 (38 de ani) | România            |
| Laurențiu Tănase     | Linia III              | 11 iunie 1985 (39 de ani)     | România            |
| Cătălin Vlădeanu     | Linia III              | 5 septembrie 1983 (41 de ani) | România            |
| Lemeki Nabalei       | Închizător             | 14 august 1983 (41 de ani)    | Fiji               |
| Valentin Calafeteanu | Mijlocaș la grămadă    | 25 ianuarie 1985 (40 de ani)  | România            |
| Hayden O'Donnell     | Mijlocaș la grămadă    | 28 august 1992 (32 de ani)    | Noua Zeelandă      |
| Eduard Ciaparii      | Mijlocaș la grămadă    | 9 ianuarie 1986 (39 de ani)   | România            |
| Jody Rose            | Mijlocaș la deschidere | 29 iulie 1986 (38 de ani)     | România            |
| Paula Kinikinilau    | Centru 3/4             | 30 august 1986 (38 de ani)    | România            |
| Fonovai Tangimana    | Centru 3/4             | 25 octombrie 1989 (35 de ani) | Tonga              |
| Brian Sefanaia       | Centru 3/4             | 1 august 1986 (38 de ani)     | Tonga              |
| Jack Umaga           | Centru 3/4             | 18 iunie 1984 (40 de ani)     | Noua Zeelandă      |
| Mădălin Lemnaru      | Aripă 3/4              | 26 martie 1989 (35 de ani)    | România            |
| Sosene Anesi         | Aripă 3/4              | 3 iunie 1981 (43 de ani)      | Samoa              |
| Stephen Shennan      | Aripă 3/4              | 7 ianuarie 1991 (34 de ani)   | România            |
| Viliami Moala        | Aripă 3/4              | 3 ianuarie 1981 (44 de ani)   | Noua Zeelandă      |
| Vladuț Zaharia       | Aripă 3/4              | 12 ianuarie 1995 (30 de ani)  | România            |
| Dimitrije Avramović  | Aripă 3/4              | 11 ianuarie 1986 (39 de ani)  | Serbia             |
| Gabriel Conache      | Fundaș                 | 24 ianuarie 1991 (34 de ani)  | România            |
| Tom Cox              | Fundaș                 | 4 octombrie 1988 (36 de ani)  | Australia          |

## Legături externe
- Site-ul oficial SCM USV Timișoara
- Prezentare la SuperLiga
- Prezentare la FR Rugby